# Francesco Maria de' Medici
Francesco Maria de' Medici (Firenze, 12 novembre 1660 – Lappeggi, 3 febbraio 1711) è stato un nobile, cardinale e mecenate italiano.
Governatore di Siena, costante fu la sua azione di mecenatismo artistico e letterario: suo protetto fu il pittore Pandolfo Reschi, protesse Vincenzo da Filicaja e scrittori satirici come Lodovico Adimari e Salvator Rosa.

## Biografia

### Infanzia
Figlio secondogenito del granduca Ferdinando II e di Vittoria Della Rovere, nacque a diciotto anni di distanza dal figlio primogenito della coppia, il futuro Granduca Cosimo III, periodo in cui pare la coppia granducale si fosse separata dopo che la granduchessa aveva scoperto il marito in atteggiamenti intimi con un paggio di corte.

### Governatore di Siena e cardinalato
Francesco Maria fu destinato in un primo tempo alla carica di governatore di Siena (1683), carica che tenne fino alla morte, e nel 1686 fu nominato cardinale e fino alla nomina del cardinale Pietro Ottoboni, effettuata da  Alessandro VIII, è stato il porporato italiano più giovane. Ha esercitando una grossa influenza nei conclavi del 1689 e del 1700. Nonostante i suoi maneggi per ottenere sempre nuove onorificenze e prebende (fu abate commendatario di San Galgano, nonché principe protettore dell'antichissima confraternita dedicata al santo cavaliere-eremita, di Santo Stefano a Carrara, di Marchiennes e di Saint Amand), Francesco Maria non visse a Roma ma nella Villa di Lappeggi, che fece ristrutturare a sue spese e che divenne sede di una sua personalissima corte, famosa in tutta la Toscana per i festini e le orge che si svolgevano.

### Matrimonio dinastico
Nel 1709 Francesco Maria, ormai in pessime condizioni fisiche a causa degli eccessi di tutti i tipi a cui si era dedicato, fu coinvolto in un tragicomico piano del fratello per salvare la discendenza della casata: ottenuta la dispensa papale dall'abito cardinalizio, Francesco Maria dovette sposare suo malgrado la giovanissima principessa Eleonora Luisa Gonzaga (1686−1742), figlia di Vincenzo Gonzaga, duca di Guastalla.
Il tentativo fallì sia per l'iniziale resistenza della principessa a consumare il matrimonio, vinta poi con lusinghe e minacce, che per le pessime condizioni di salute dello sposo, che ne mettevano in dubbio la capacità di procreare.

### Morte e sepoltura
L'episodio finì per accasciare talmente Francesco Maria che, in breve, si spense nel 1711.
Nel 1857, durante una prima ricognizione delle salme dei Medici, così venne ritrovato il suo corpo: 

## Ascendenza
|                              |                                 |                            | Genitori                  |  |  | Nonni |  |  | Bisnonni                |  |  | Trisnonni           |  |
|                              |                                 |                            |                           |  |  |       |  |  | Ferdinando I de' Medici |  |  | Cosimo I de' Medici |  |
|                              |                                 |                            |                           |  |  |       |  |  | Ferdinando I de' Medici |  |  | Cosimo I de' Medici |  |
|                              |                                 | Eleonora di Toledo         |                           |  |  |       |  |  | Ferdinando I de' Medici |  |  |                     |  |
| Cosimo II de' Medici         |                                 |                            |                           |  |  |       |  |  | Ferdinando I de' Medici |  |  |                     |  |
|                              |                                 | Cristina di Lorena         | Carlo III di Lorena       |  |  |       |  |  |                         |  |  |                     |  |
|                              |                                 | Cristina di Lorena         | Carlo III di Lorena       |  |  |       |  |  |                         |  |  |                     |  |
|                              |                                 | Cristina di Lorena         | Claudia di Valois         |  |  |       |  |  |                         |  |  |                     |  |
| Ferdinando II de' Medici     |                                 | Cristina di Lorena         |                           |  |  |       |  |  |                         |  |  |                     |  |
|                              |                                 | Carlo II d'Austria         | Ferdinando I d'Asburgo    |  |  |       |  |  |                         |  |  |                     |  |
|                              |                                 | Carlo II d'Austria         | Ferdinando I d'Asburgo    |  |  |       |  |  |                         |  |  |                     |  |
|                              |                                 | Carlo II d'Austria         | Anna di Boemia e Ungheria |  |  |       |  |  |                         |  |  |                     |  |
| Maria Maddalena d'Austria    |                                 | Carlo II d'Austria         |                           |  |  |       |  |  |                         |  |  |                     |  |
|                              |                                 | Maria Anna di Baviera      | Alberto V di Baviera      |  |  |       |  |  |                         |  |  |                     |  |
|                              |                                 | Maria Anna di Baviera      | Alberto V di Baviera      |  |  |       |  |  |                         |  |  |                     |  |
|                              |                                 | Maria Anna di Baviera      | Anna d'Austria            |  |  |       |  |  |                         |  |  |                     |  |
| Francesco Maria de' Medici   |                                 | Maria Anna di Baviera      |                           |  |  |       |  |  |                         |  |  |                     |  |
|                              | Francesco Maria II Della Rovere | Guidobaldo II Della Rovere |                           |  |  |       |  |  |                         |  |  |                     |  |
|                              | Francesco Maria II Della Rovere | Guidobaldo II Della Rovere |                           |  |  |       |  |  |                         |  |  |                     |  |
|                              | Francesco Maria II Della Rovere | Vittoria Farnese           |                           |  |  |       |  |  |                         |  |  |                     |  |
| Federico Ubaldo Della Rovere | Francesco Maria II Della Rovere |                            |                           |  |  |       |  |  |                         |  |  |                     |  |
|                              |                                 | Livia Della Rovere         | Ippolito Della Rovere     |  |  |       |  |  |                         |  |  |                     |  |
|                              |                                 | Livia Della Rovere         | Ippolito Della Rovere     |  |  |       |  |  |                         |  |  |                     |  |
|                              |                                 | Livia Della Rovere         | Isabella Vitelli          |  |  |       |  |  |                         |  |  |                     |  |
| Vittoria Della Rovere        |                                 | Livia Della Rovere         |                           |  |  |       |  |  |                         |  |  |                     |  |
|                              |                                 | Ferdinando I de' Medici    | Cosimo I de' Medici       |  |  |       |  |  |                         |  |  |                     |  |
|                              |                                 | Ferdinando I de' Medici    | Cosimo I de' Medici       |  |  |       |  |  |                         |  |  |                     |  |
|                              |                                 | Ferdinando I de' Medici    | Eleonora di Toledo        |  |  |       |  |  |                         |  |  |                     |  |
| Claudia de' Medici           |                                 | Ferdinando I de' Medici    |                           |  |  |       |  |  |                         |  |  |                     |  |
|                              |                                 | Cristina di Lorena         | Carlo III di Lorena       |  |  |       |  |  |                         |  |  |                     |  |
|                              |                                 | Cristina di Lorena         | Carlo III di Lorena       |  |  |       |  |  |                         |  |  |                     |  |
|                              |                                 | Cristina di Lorena         | Claudia di Valois         |  |  |       |  |  |                         |  |  |                     |  |
|                              |                                 | Cristina di Lorena         |                           |  |  |       |  |  |                         |  |  |                     |  |

## Teatro
- Ugo Chiti - "Nero Cardinale".